# Ohlstadt
Ohlstadt este o comună din landul Bavaria, Germania.

## Geografie
Ohlstadt este situat în regiunea Werdenfels.
Următoarele părți ale municipiului există: Ohlstadt, Weichs, Schwaiganger, Pömmetsried, Bartlmähmühle. Singurul district este districtul Ohlstadt.

## Istorie

### Hofmark
Într-un act din 31 iulie 835, în care un cuplu numit Alprich și Imma și fiul Diaconul Zotto titlul lor de transfer de la proprietatea lor Auwolfstetin manastirea Schlehdorf din apropiere, numele Ohlstadt pentru satul sub Acasă Gradina intră pentru prima dată în scris în aparență.
Gaseste in Weichs din zona locala inapoi la celtii. Colonizarea poate fi determinată de constatările din (cioburile Schauenburger) Schauenburg la mijloc spre bronz târziu circa 1700-1250 V. dovedesc. Cro. Ohlstadt este un vechi cult cultural, care în vremuri străvechi a traversat și romani, teutoni și huni.
Sud-Est Ohlstadt se ridica pe un promontoriu la 904 m, iar Schauenburg Veste, vechiul Castrum Skoyenburg, cel mai vechi castel deal din vale Loisach. În 1096 Rudolf von Owelstadt era proprietarul castelului.
Din zona dominației în jurul Schauenburg Hofmarch Ollstadt care a cumpărat mănăstirea Schlehdorf 1493 și apoi a exercitat jurisdicția inferioară până la 1,803 dezvoltate. În timpul domniei mănăstirii, vechiul castel istoric a căzut în dezordine și astăzi nu mai există rămășițe de clădiri.
Ohlstadt aparținea mănăstirii Schlehdorf. Locul a fost parte a alegerilor din Bavaria și a format un Hofmark închis, care a fost abrogat în 1803 împreună cu mănăstirea.

### Comunitar de management
De la reforma teritorială din 1978 municipalitatea Ohlstadt este sediul unei comunități administrative, care include comunitățile Eschenlohe, Schwaigen și Großweil.

### Dezvoltare a populației
- 1970: 2472 de locuitori
- 1987: 2609 de locuitori
- 1991: 2856 de locuitori
- 1995: 3082 de locuitori
- 2000: 3243 de locuitori
- 2005: 3298 de locuitori
- 2010: 3210 de locuitori
- 2015: 3267 de locuitori

## Politică
Primarul este Christian Scheuerer (fără partid).

## Economie și infrastructură

### Economie, inclusiv agricultură și silvicultură
În 2011, au fost 39 în domeniul agriculturii și silviculturii, 129 în industria prelucrătoare, 87 în comerț și transport, 28 în servicii de afaceri și 181 în servicii publice și private. La locul de reședință au fost înregistrați în total 1179 de angajați. Nu au existat companii în sectorul de producție, iar în sectorul construcțiilor în 2011 au fost douăsprezece companii cu 69 de angajați.
În plus, în 2010 au fost 43 de ferme cu o suprafață agricolă de 1651 ha.

## Trafic

### Traficul rutier
Ohlstadt este situat aproape direct pe autostrada 95 dintre München și Garmisch-Partenkirchen, care traversează Loisach aici pe Loisachbrücke Ohlstadt și pe drumul principal 2. Prin orașul duce drumul de stat 2562

### Traficul feroviar
Ohlstadt are o stație de cale ferată proprie pe linia de cale ferată Munchen-Garmisch-Partenkirchen, care este servită orar între orele 5 și 11:30 până în orele de seară. Stația Ohlstadt a fost extinsă în 2015 fără barieră, platformele nu se desfășoară în paralel unul cu celălalt, dar sunt compensate, ceea ce face ca platforma să se schimbe puțin mai greu. Practic, totuși, prima pistă este folosită pentru oprire.

## Formare
În anul 2012 au existat următoarele facilități:
Grădinițe: 112 grădinițe cu 92 de copii
Școala elementară: una cu șapte profesori și 108 elevi
1. ↑  Alle politisch selbständigen Gemeinden mit ausgewählten Merkmalen am 31.12.2018 (4. Quartal) (în germană), Statistisches Bundesamt[*], arhivat din original la 10 martie 2019, accesat în 10 martie 2019